# Sędzia federalny Stanów Zjednoczonych
Sędzia federalny Stanów Zjednoczonych – amerykański sędzia powoływany, na podstawie III artykułu Konstytucji Stanów Zjednoczonych, przez prezydenta Stanów Zjednoczonych i zatwierdzany przez Senat Stanów Zjednoczonych. Stanowisko jest dożywotnie, a usunięcie sędziego może nastąpić w wyniku procedury impeachmentu (z powodu rażąco złego zachowania sędziego). 

## Kompetencje
W zakresie obowiązków sędzia federalny rozstrzyga sprawy obejmujące:
- zgodność prawa z konstytucją
- sprawy dotyczące ustaw i traktatów
- sprawy dotyczące ambasadorów i ministrów
- spory między stanami federalnymi
- prawo morskie
- postępowanie upadłościowe
- sprawy regulowane przez Habeas Corpus Act.